# Transformers: The Ride
Transformers: The Ride (Nederlands: Transformers: de attractie) is een simulator darkride in de Universal-attractieparken: Universal Studios Singapore, Universal Studios Hollywood, Universal Studios Beijing en Universal Studios Florida.
In 2007 begon men achter de schermen aan de voorbereiding voor de darkride. In oktober van 2008 maakte Universal Parks & Resorts kenbaar dat Transformers: The Ride wilde gaan bouwen in de parken in Singapore en Hollywood. De attractie zou een verbeterde versie van The Amazing Adventures of Spider-Man worden. Nadat beide versie van de attractie geopend waren, maakte Universal bekend dat het een derde locatie van deze attractie wilde openen in Florida. Deze opende in 2013, waardoor tot op heden alleen Universal Studios Japan geen Transformers: The Ride-attractie heeft. Op 20 september 2021 opende de attractie in Universal Studios Beijing onder de naam: Transformers: Battle for the AllSpark.
De rit wordt afgelegd in een voertuig dat ook als simulator figureert. Op het bewegingsplatform bevindt zich een open cabine waarin zich twaalf zitplaatsen bevinden. Het voertuig volgt een rails op de vloer, terwijl de cabine 360 graden om zijn eigen as kan draaien en zes graden kan kantelen. Tijdens de rit dragen bezoekers een 3D-bril en komen langs meerdere schermen, waarop beelden te zien zijn gebaseerd op de vijf Live-actionfilms van Transformers. De bewegingen van het voertuig in combinatie met de 3D-effecten zorgen ervoor dat de bezoekers het idee krijgen daadwerkelijk aan de film deel te nemen.

## Afbeeldingen

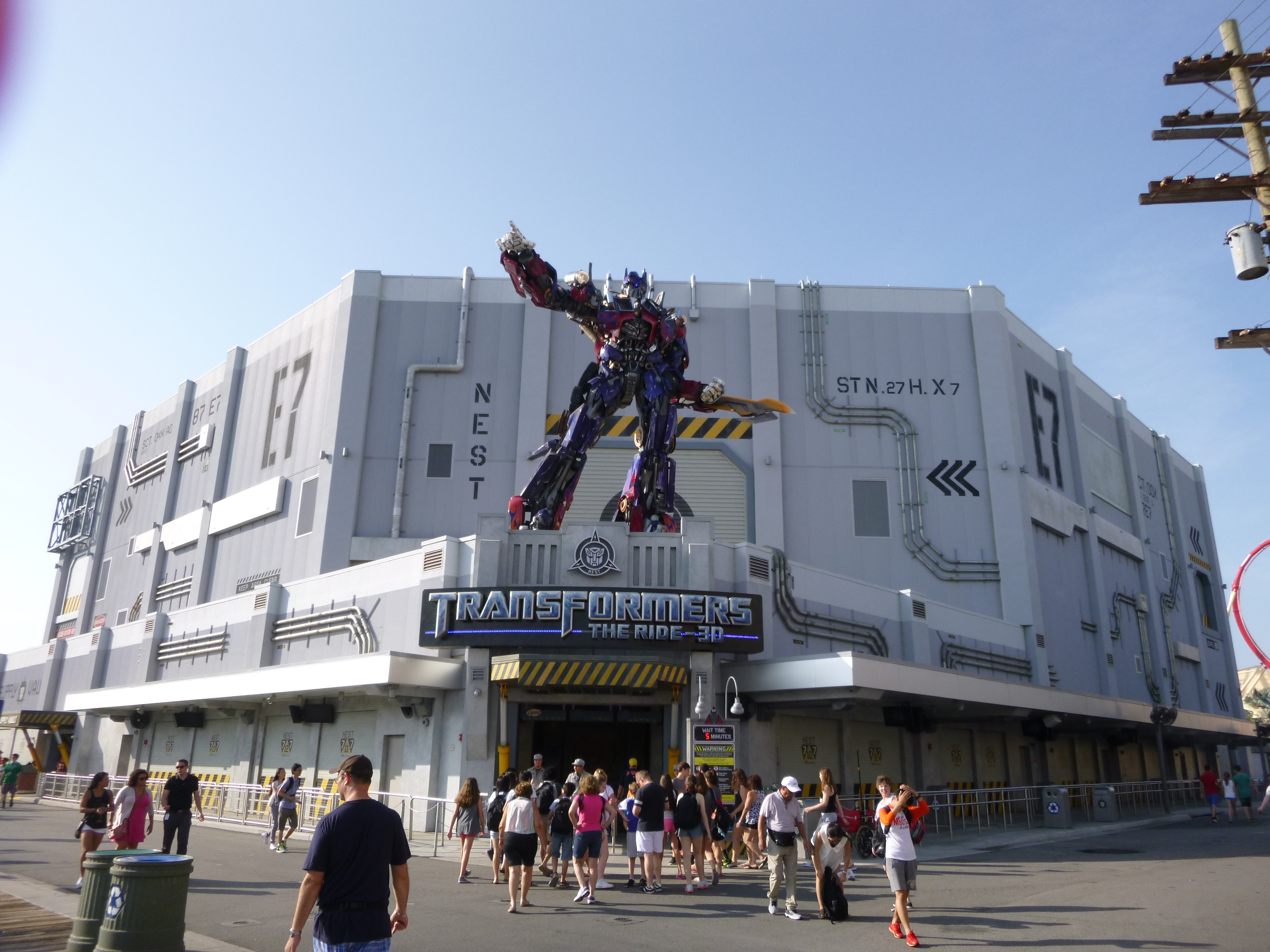
Entree in Universal Studios Florida
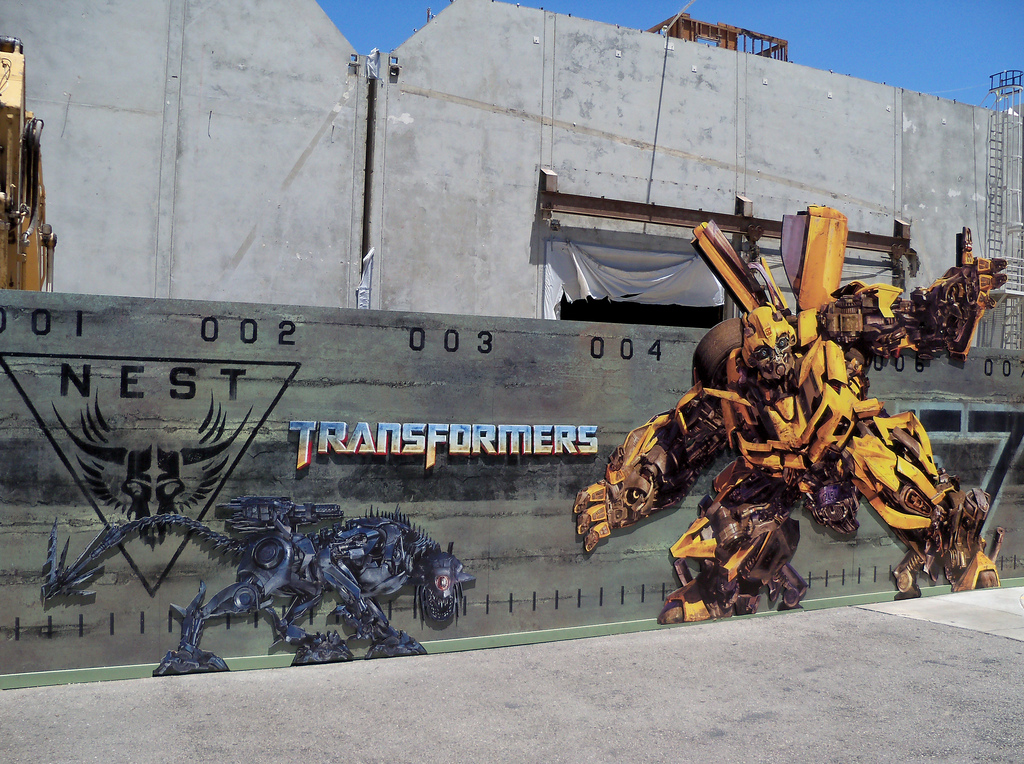
Bouwfoto in Hollywood; 2010
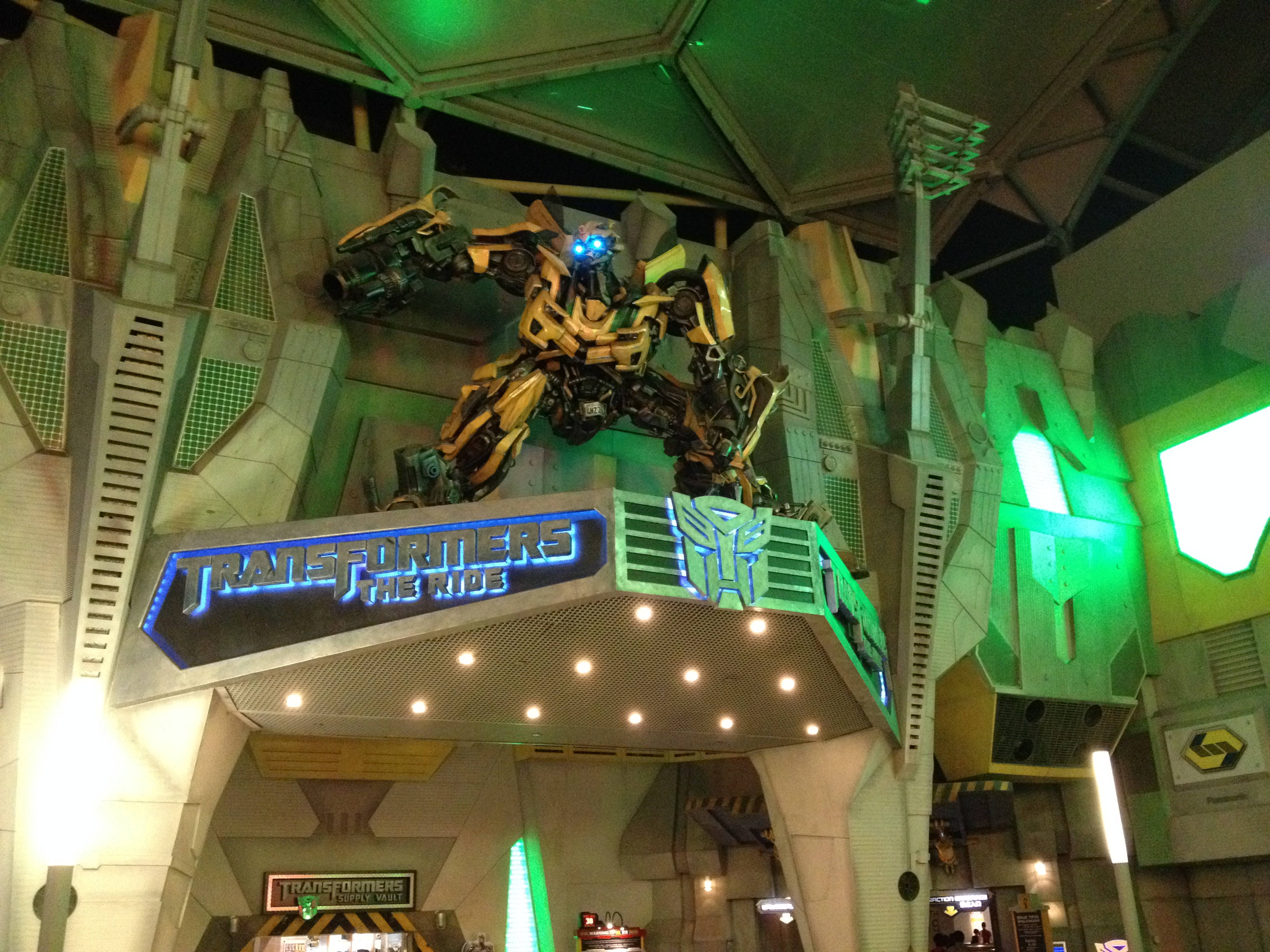
Universal Studios Signapore